# Hestercombe House
Hestercombe House est une maison de campagne historique située dans la paroisse de West Monkton dans les Quantock Hills, près de Taunton dans le Somerset, en Angleterre. La maison est un bâtiment classé Grade II * et le domaine est classé Grade I sur le registre du patrimoine anglais des parcs et jardins d'intérêt historique spécial en Angleterre .
Construite à l'origine au XVIe siècle, la maison est utilisée comme quartier général du 8e corps britannique pendant la Seconde Guerre mondiale. Le conseil du comté de Somerset en prend possession en 1951 et utilise la propriété comme centre administratif. Hestercombe House sert de centre d'appels d'urgence pour le Somerset Area of Devon et Somerset Fire and Rescue Service jusqu'en mars 2012.
Hestercombe House est entourée de jardins qui ont été restaurés selon les plans originaux de Gertrude Jekyll (1904–07) et font "l'un des meilleurs jardins Jekyll-Lutyens ouverts régulièrement au public", visité par environ 70 000 personnes par an. Le site comprend également un Site d'intérêt scientifique particulier utilisé comme site de repos par les petits rhinolophes.

## Lieu

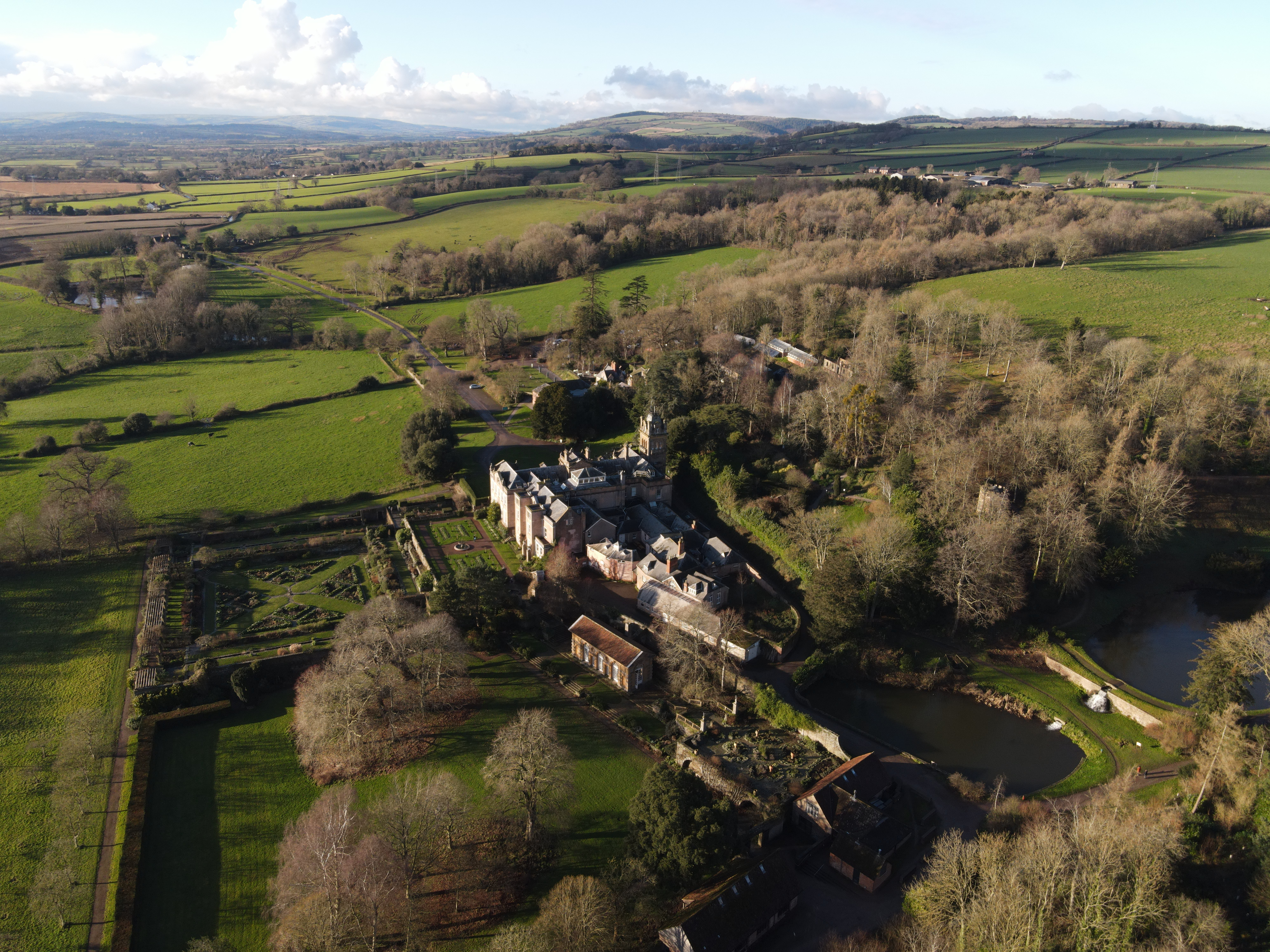
Vue aérienne des terrains de Hestercombe

Hestercombe House se trouve entre West Monkton et Cheddon Fitzpaine dans la région de Taunton Deane au sud du comté anglais de Somerset. C'est sur les collines de Quantock qui sont la première zone de beauté naturelle exceptionnelle d'Angleterre à être désignée en 1956 . Les jardins orientés au sud offrent une vue sur les Blackdown Hills .

## Histoire
Au XIe siècle, Hestercombe appartient à l'Abbaye de Glastonbury. Sir John Meriet fonde un chantry au XIVe siècle et en 1392, il passe à John La Ware par mariage et reste dans sa famille pendant près de quatre cents ans. La maison actuelle est une maison de campagne classée Grade II*  qui est construite à l'origine au XVIe siècle pour la famille Warre. Sir Richard Warre (mort en 1601) la lègue à son fils Roger qui épouse Elinor, fille de Sir John Popham . Lorsque leur descendant Sir Francis Warre, meurt en 1718, il laisse le domaine à sa fille, Margaret, qui le transfère à son mari John Bampfylde (1691–1750). Après sa mort en 1750, il passe au fils du couple, Coplestone Warre Bampfylde (en), un peintre paysagiste qui développe des terrains d'agrément au nord de la maison incorporant des cascades, des lacs et une série de structures ornementales .
La maison est agrandie et remaniée au XVIIIe siècle, mais cet ouvrage n'est plus visible sous les travaux de rechargement et d'agrandissement réalisés vers 1875 pour Edward Portman (1er vicomte Portman), qui l'a acquise en 1873 ,.
Au cours des premières années de la Seconde Guerre mondiale, la maison et les jardins sont utilisés par l'armée britannique dans le cadre du quartier général du 8e Corps, qui est formé pour commander la défense du Somerset, du Devon, des Cornouailles et de Bristol. Le quartier général principal du Corps se trouve à proximité de Pyrland Hall, et le quartier général arrière est établi à Hestercombe House, avec le personnel logistique. Hestercombe est le quartier général du 398th General Service Engineer Regiment de l'armée américaine de juillet 1943 à avril 1944. Eisenhower se rend à Hestercombe le 18 mars 1944 pour rencontrer le général Gerow et inspecter les troupes. Les ingénieurs sont rejoints par le quartier général du 19e district des services d'approvisionnement américains en juillet 1943, qui reste jusqu'en juillet 1944 .
Tôt le 28 mars 1944, quelques minutes après minuit, un Junkers Ju 88 s'écrase sur le chemin de la maison après avoir été abattu par des tirs de canon d'un de Havilland Mosquito du n ° 219 Squadron Royal Air Force. Hestercombe est le centre hospitalier américain 801 après le débarquement de Normandie jusqu'à la fin de la guerre . Un total de 33 huttes de caserne (diverses huttes Nissen Romney et MOWB (huttes en briques du ministère des Travaux publics) sont construites à Hestercombe pendant la guerre. Beaucoup sont démolis dans les années 1960 par le Crown Estate, et un seul est resté debout, à Rook Wood .
La maison reste dans la famille Portman jusqu'en 1944, date à laquelle elle est acceptée en lieu et place des droits de succession par le Crown Estate, mais Mme Portman reste dans la maison jusqu'à sa mort en 1951. Elle est louée aux pompiers en 1953 . Un centre d'accueil ouvre ses portes dans les écuries victoriennes en 2005. La majeure partie du coût de la conversion est financé par une subvention du Heritage Lottery Fund . La maison est utilisée comme centre d'appels d'urgence pour la région du Somerset du Devon et le service d'incendie et de sauvetage du Somerset . Les pompiers déménagent en 2012 et des travaux de restauration sont alors entrepris .
La maison apparaît aujourd'hui comme un assemblage de plusieurs styles architecturaux populaires à l'époque victorienne. Alors que la conception générale et l'allure pourraient être décrits comme à l'italienne, des exemples de haut gothique victorien sont également présents dans la même façade d'entrée, comme une tour seigneuriale à l'italienne confondue avec une tour campanile. Cette tour dotée d'une loggia vitrée est couronnée d'un toit mansardé à la française avec des cheminées surdimensionnées déguisées en ornement Renaissance. La pièce maîtresse de la même façade est une Porte cochère conçue dans un style néoclassique lourd .

## Maison moulin à eau et dynamo

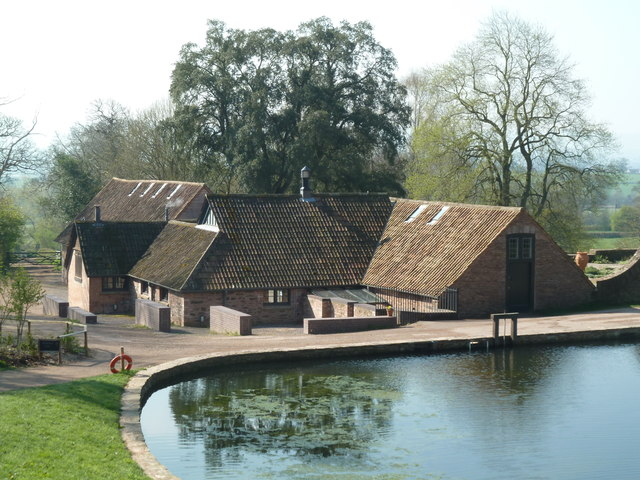
Maison moulin à eau et dynamo

Au XVIIIe siècle, un moulin à eau est installé et utilisé pour alimenter une scierie, moudre le maïs et écraser les pommes. Il existe des preuves qu'il y avait un moulin sur le site depuis la fin du XIVe siècle . La roue hydraulique, qui mesure 11 pieds ( Unité «  » inconnue du modèle {{Conversion}}.) de diamètre et 4 pieds ( Unité «  » inconnue du modèle {{Conversion}}.) large dans l'ensemble  est remplacée en 1895  lorsque la grange attenante et les ateliers sont agrandis  et produit de l'électricité pour le domaine, qui est stockée dans des batteries de verre. La roue hydraulique s'est détériorée dans les années 1980.
Des années 1950 à 2009, les bâtiments sont utilisés comme grange pour les animaux et les machines agricoles. Il a depuis été restauré et une chaudière à biomasse est installée. Lors de la restauration, une série inexpliquée de canalisations inhabituelles est découverte dans le sol du bâtiment . Il sert maintenant de centre d'accueil, qui comprend l'accès à la salle de la dynamo où le gaz acétylène est produit avec un générateur thermalume qui produit du gaz à partir de l'essence et de l'air .

## Jardins
Lorsque la maison et les jardins passent à Coplestone Warre Bampfylde (1720-1791) au XVIIIe siècle, un jardin paysager géorgien est aménagé, contenant des étangs, une grande cascade, une alcôve gothique, une tonnelle de temple toscan (1786)  et un mausolée en forme de folie. Bampfylde est un architecte amateur de talent et un ami et conseiller d'Henry Hoare qui aménage les jardins de Stourhead. Bampfylde conçoit un temple dorique pour le terrain, qui est construit vers 1786   avec un prostyle tétrastyle en pierre de taille affronté par des colonnes toscanes et un grand fronton modillonné. Un parterre formel victorien est ajouté près de la maison par Henry Hall dans les années 1870 .

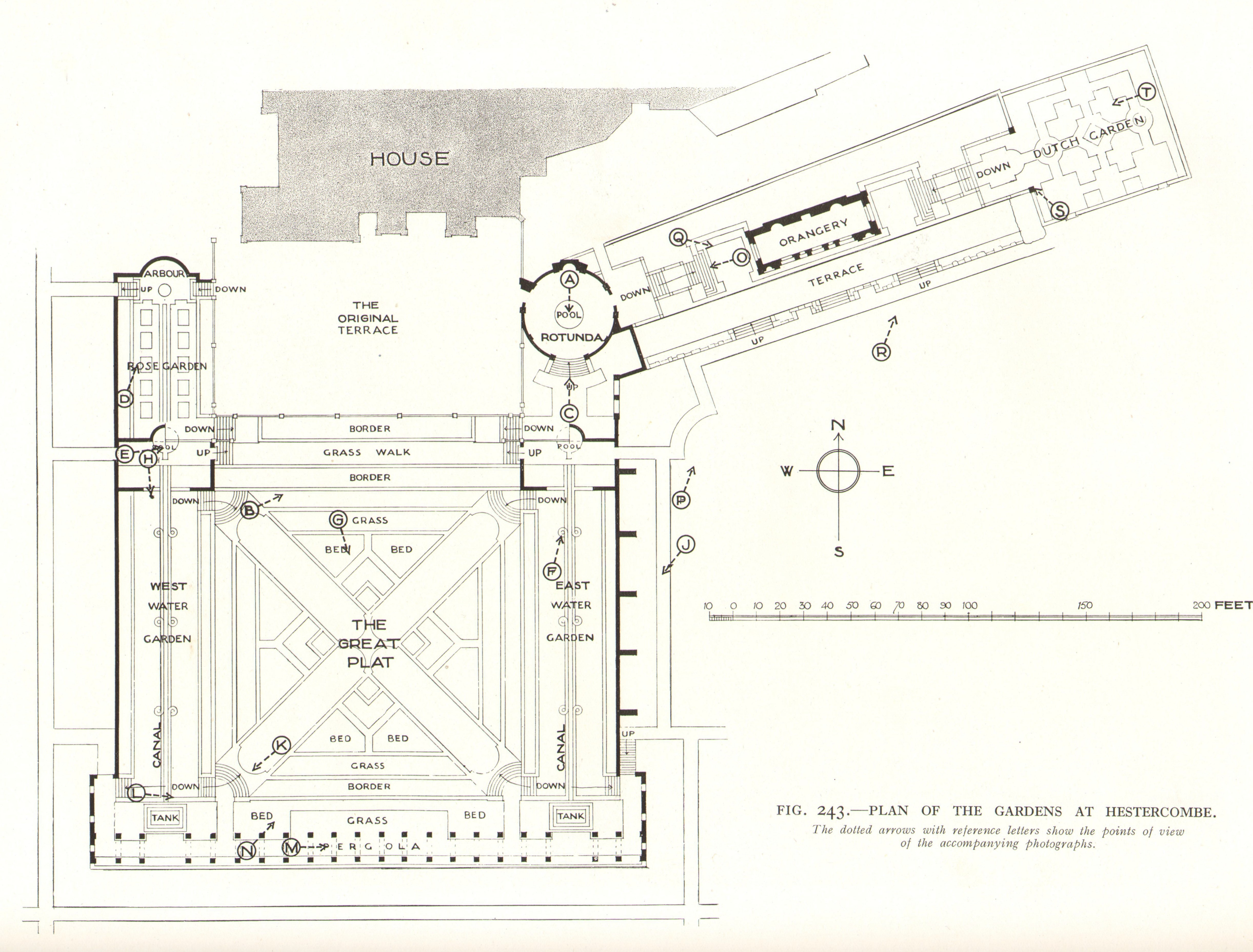
Plan du jardin édouardien

Le jardin édouardien est aménagé par Gertrude Jekyll et Edwin Lutyens entre 1904 et 1906 pour l'honorable EWB Portman  Jekyll et Lutyens sont les principaux participants du mouvement Arts and Crafts.
Le "Great Plat" combine les caractéristiques à motifs d'un parterre avec la plantation herbacée robuste adoptée par Miss Jekyll . Lutyens conçoit l'orangerie 50m à l'est de la maison principale entre 1904 et 1909  qui est maintenant classée Grade I, tout comme les murs du jardin, le pavage et les marches sur la façade sud de la maison. De chaque côté du Grand Plat se trouvent des terrasses surélevées avec des canaux d'eau en briques. 
Depuis octobre 2003, le paysage et les jardins, s'étendant sur plus de 100 acres (0,404685642 km2) sont gérés par le Hestercombe Gardens Trust, un organisme de bienfaisance créé pour restaurer et préserver le site avec une subvention du Heritage Lottery Fund de 3,7 millions de livres sterling. Les jardins figurent dans la série Gardens Through Time de BBC TV  et couvrent plus de 40 acres (161 874,2568 m2) avec trois styles de jardin différents allant des promenades dans les bois aux lacs et étangs en passant par les jardins à la française. Le paysage géorgien, les arbustes et terrasses victoriens et les jardins formels édouardiens se combinent pour créer de la Biodiversité et de l'intérêt pour les visiteurs. Le site est utilisé par les petites chauves-souris fer à cheval (Rhinolophus hipposideros) comme site de nidification et d'hivernage. Les chauves-souris utilisent les combles d'une ancienne écurie comme site de maternité . Il a été désigné comme zone spéciale de conservation (ZSC).